# Бєлгород (аеропорт)
Міжнародний Аеропорт Бєлгород (IATA: BGO, ICAO: UUOB) — аеропорт у Росії, розташований за 4 км на північ від Бєлгорода. Обслуговує Бєлгородську агломерацію, область. Аеропорт є запасним у Московській повітряній зоні. Аеропорт працює цілодобово.
Летовище Білгород 2 класу, обладнане однією злітно-посадковою смугою 11/29 класу C довжиною 2 500 м і шириною 45 м. Покриття смуги — асфальтобетон, максимальна злітна вага повітряного судна — 190 тонн.
Бере повітряні судна середнього розміру Іл-76,Ту-154,Ту-204, Boeing 757, Аеробус A320 і всі легші, а також гелікоптери всіх типів. Формально це цивільне летовище, але щонайменше під час повномасштабного вторгнення військ РФ до України воно використовується для базування військової техніки.

## Історія

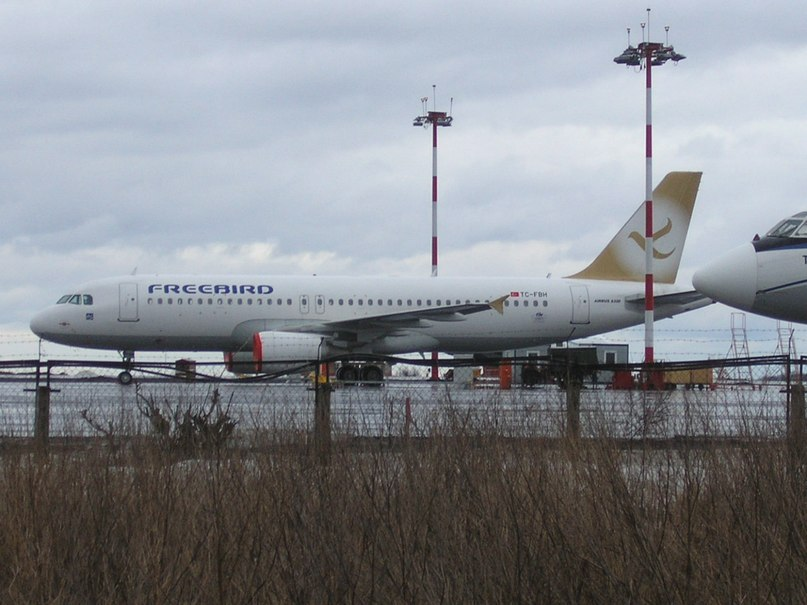
Аеробус A320 турецької авіакомпанії FreeBird Airlines у Бєлгороді

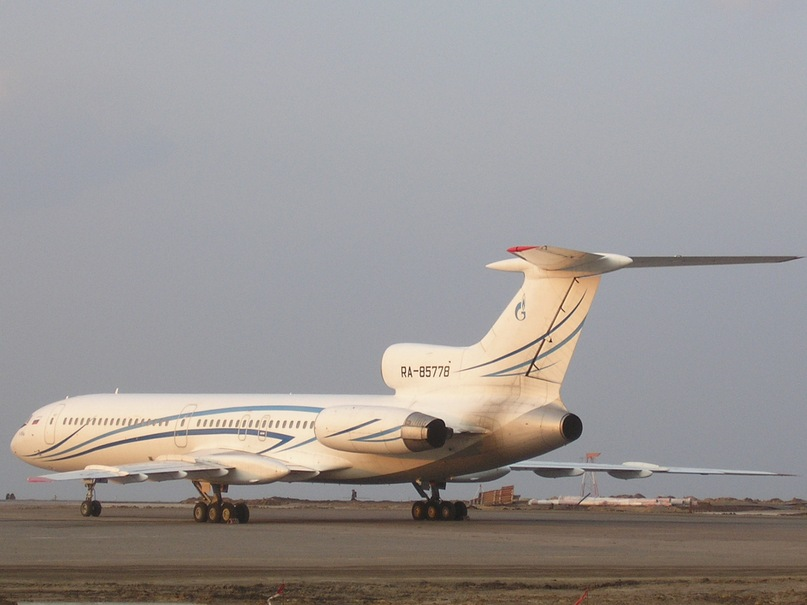
Ту-154 авіакомпанії Газпром авіа в Білгородському аеропорту

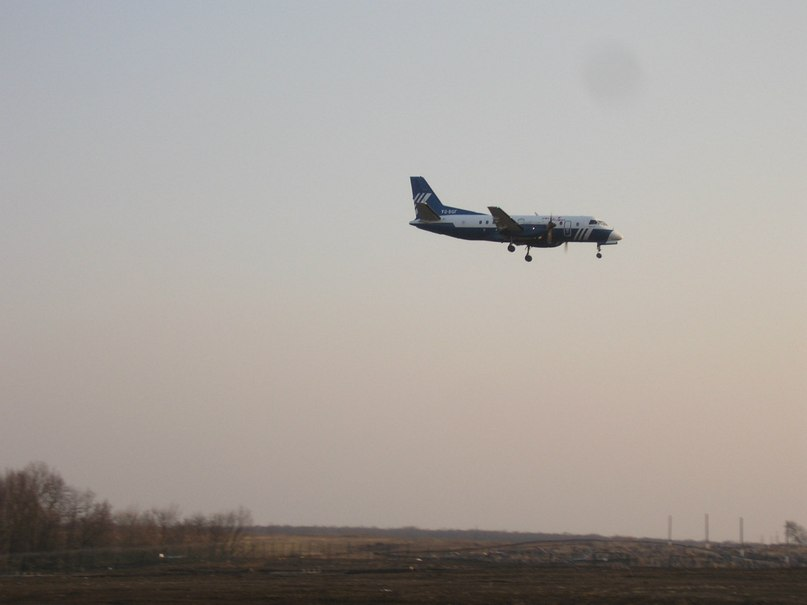
Saab 340 авіакомпанії Польот заходить на посадку в міжнародному аеропорту Бєлгород

Стадіон був відкритий у серпні 1954 року. Ланка По-2 (3 шт.) курської авіаескадрильї перебазувалася на північну околицю Бєлгорода. Ці літаки здійснювали перевезення вантажів, пошти, медичного персоналу в райони нещодавно створеної Бєлгородської області. Штат співробітників (техніки, пілоти) не перевищував тоді 20-30 осіб.
У 1957 році в експлуатацію надходять літаки Як-12, які здатні перевозити 4 пасажири або 350 тонн вантажу. Літаки використовувалися для польотів у межах області.
У 1959-1968 роках проводиться нарощування флоту за рахунок літаків Ан-2 та Як-12. Створюються невеликі аеропорти в районах області. На підприємстві працює близько 80-90 осіб.
У 1969 році здано в експлуатацію ШЗПС. Розпочався прийом близькомагістральних літаків: Як-40, Л-410, Ан-24. Відбуваються польоти до Москви, Сочі, Анапи, Сімферополя, Полтави, Донецька. Також додалася і служба управління повітряним рухом. На підприємстві працюють 170 осіб. З 1970 року відкриваються польоти до Ростову-на-Дону, Воронежу, Краснодару, Липецька.
У 1975 році аеропорт допущений до прийому Ту-134. Відкриваються нові напрямки до Мурманську, Єкатеринбургу, Астрахані, Тюмені, Смоленська, Саратова, Маріуполя.
У 1976-1989 році розширюється географія польотів та збільшується інтенсивність рейсів. У 1981-му відбулася реконструкція ЗПС.
У 1985-1994 виконуються пасажирські рейси: Хабаровськ, Новосибірськ, Сургут, Тюмень, Мурманськ, Архангельськ, Санкт-Петербург, Рига, Мінськ, Київ, Львів, Єреван, Сочі, Одеса, Сімферополь, Калінінград, Баку, Челябінськ.
У 1995 році аеропорту присвоєно статус міжнародного. Поряд з виконанням внутрішніх рейсів почали виконуватися міжнародні польоти до Туреччини, Болгарії, Ізраїлю, Угорщини. Приймаються вантажні літаки з Індії, Китаю, Голландії, ОАЕ.
У 1998-1999 році у зв'язку з різким зменшенням попиту на пасажирські авіаперевезення та зменшенням обсягу робіт, скоротилася кількість виконуваних рейсів, а також знизилося виконання АХР.
У 2000-2001 році відновилися регулярні пасажирські перевезення, у тому числі і міжнародні. Відкриття нових рейсів: Салехард, Тюмень, Сургут, Норильськ, Єкатеринбург, Анапа, Мурманськ, Сочі, Новий Уренгой, Совєтський, Нар'ян-Мар, Архангельськ, Ізраїль, Угорщина, Кіпр, Болгарія на літаках Ту-134, Ту-154, Як-42, місткістю 70-160 пасажирів.
У квітні 2002 року «Білгородське авіапідприємство» перетворено в ФГУП «Білгородське державне авіаційне підприємство», а в грудні цього ж року перетворено у Відкрите Акціонерне Товариство «Білгородське авіапідприємство».
У 2004-2009 році завершується експлуатація власного парку повітряних суден, ліквідується льотний загін. Чисельність співробітників-270 чол. З аеропорту організовуються авіаперевезення туристів в Туреччину, Єгипет. Регулярні перевезення зводяться до мінімуму в зв'язку із зносом аеродромного покриття.
У 2010 році указом Президента Росії ВАТ «Білгородське авіапідприємство» передано з федеральної власності у власність Бєлгородської області. Розпочато масштабну реконструкцію аеропорту в м. Бєлгород.
У 2011 році проведена реконструкція ЗПС, руліжних доріжок та перону. Аеропорт допущений до прийому літаків Боїнг 737,Боїнг 737, на яких виробляються чартерні польоти до Туреччини, Іспанії, Грецію, Болгарію. Виконуються регулярні рейси до Москви, Сочі, Санкт-Петербургу та Нового Уренгоя на літаках ATR-72,CRJ-200 та Saab 340, Saab-2000 та Ту-154 відповідно. Ведеться зведення нового терміналу з пропускною здатністю 450 чол/год.

### Російсько-українська війна
Цивільний аеропорт Білгорода був використаний російськими військовими під час повномасштабної російської агресії проти України. Принаймні в середині травня 2022 року тут були помічені вертольоти Мі-8, намети, тощо.
Журналісти проєкту «Схеми» припустили, що російські військові можуть використовувати цивільний аеропорт для евакуації поранених та загиблих з зони бойових дій на Донбасі, або як перевалочний пункт для дозаправлення авіатехніки.

## Технічні характеристики

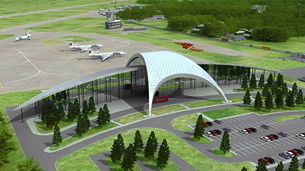
Реконструкція аеропорту

Аеропорт «Бєлгород» має одну ЗПС з штучним асфальтобетонним покриттям довжиною 2 500 та шириною 45 метра. Максимальна злітна маса повітряного судна становить 190 тонн. Аеропорт може приймати всі вузькофюзеляжні та деякі широкофюзеляжні літаки. При максимальній завантаженості аеропорт може здійснювати до 16 злітно-посадкових операцій на годину. Класифікаційне число ЗПС (PCN) 57/F/D/X/T.
Аеровокзал являє собою одну будівлю, де поділ пасажиропотоку відбувається при проходженні реєстрації. Пропускна спроможність аеропорту становить 100 пасажирів годину. У будівлі аеропорту є готель економ-класу. Будується новий будинок аеровокзалу.
Склад пально-мастильних матеріалів має паливосховище об'ємом в 1 000 тонн. Аеропорт може здійснювати 0,7 заправок за годину, з видачею палива до 200 тонн палива на добу.

## Авіакомпанії та напрямки, листопад 2020
| Авіакомпанія      | Пункт призначення                             |
| ----------------- | --------------------------------------------- |
| Aeroflot          | Москва–Шереметьєво                            |
| Азимут            | Краснодар                                     |
| Gazpromavia       | Сезонний: Іркутськ, Новий Уренгой, Няган      |
| Nordwind Airlines | Сезонний чартер: Анталія                      |
| Onur Air          | Сезонний чартер: Анталія                      |
| Pegas Fly         | Сезонний: Сімферополь Сезонний чартер: Пхукет |
| RusLine           | Калінінград, Москва–Внуково                   |
| S7 Airlines       | Москва–Домодєдово                             |

## Статистика
| Год  | Пасажирообіг | Зміни               | Внутрішні | Міжнародні | Авіаційний трафік |
| ---- | ------------ | ------------------- | --------- | ---------- | ----------------- |
| 2006 | 73 145       | ?                   |           |            | 1 138             |
| 2007 | 95 529       | +30,6 % ▲           |           |            | 1 521             |
| 2008 | 112 063      | +17,3 % ▲           |           |            | 1 561             |
| 2009 | 78 024       | −30,3 % ▼           |           |            | 1 154             |
| 2010 | 91 338       | +17,0 % ▲           | 82 200    | 9 138      | 1 264             |
| 2011 | 132 968      | +45,5 % ▲           | 104 246   | 28 722     | 1 695             |
| 2012 | 198 697      | +49,4 % ▲           | 157 197   | 41 500     | 2 565             |
| 2013 | 280 605      | +42 % ▲             | 206 291   | 74 314     | 3 204             |
| 2014 | 396 932      | +41,5 %{{increase}} | 249 423   | 147 509    | 3 742             |
| 2015 | 416 817      |                     |           |            |                   |
| 2016 | 346 469      |                     |           |            |                   |
| 2017 | 468 773      |                     |           |            |                   |

## Події та катастрофи
- Докладніше: Авіакатастрофа Let L-410 під Бєлгородом 18 січня 1979 року

18 січня 1979 року, здійснюючи навчально-тренувальний політ, розбився літак Let L-410 Turbolet. Всі 3 члени екіпажу загинули.
- Докладніше: Авіакатастрофа Ан-148 у Бєлгородській області 5 березня 2011 року

5 березня 2011 року розбився літак Ан-148, виконуючи навчально-тренувальний політ. Всі 6 членів екіпажу, які знаходилися на борту, загинули.

## Галерея

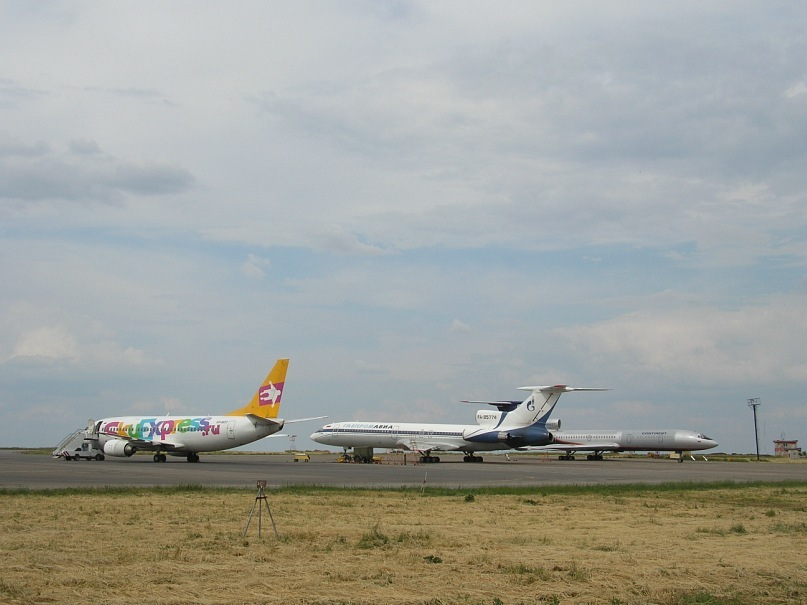
Літаки в аеропорту Бєлгород
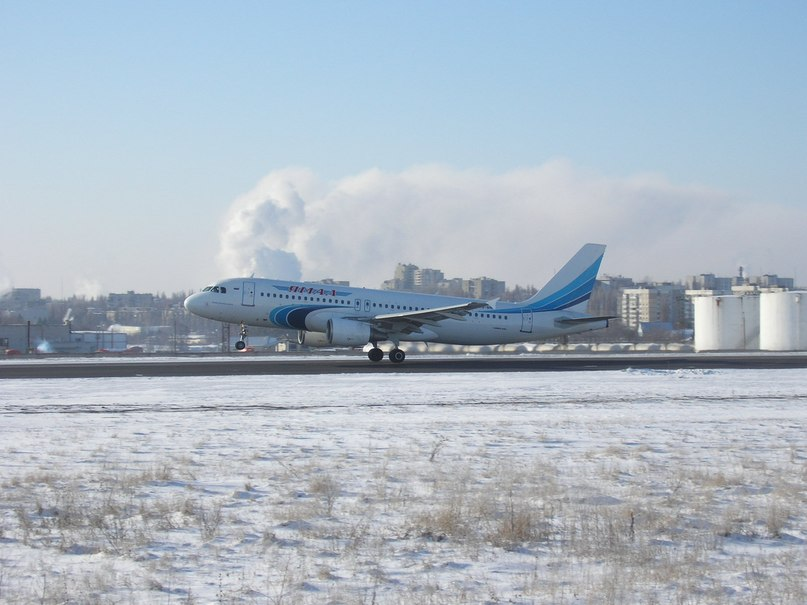
Аеробус A320 авіакомпанії Ямал в аеропорту міста Бєлгород
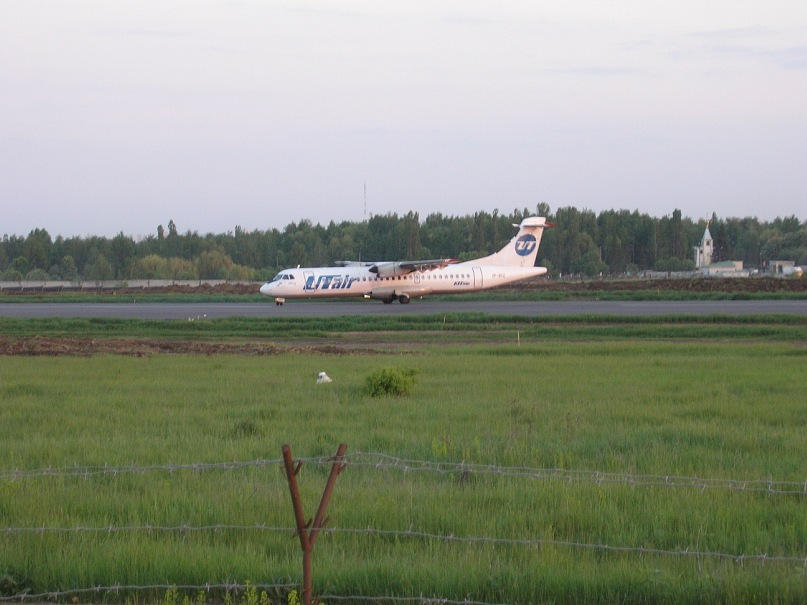
ATR-72 авіакомпанії UTair в Бєлгороді
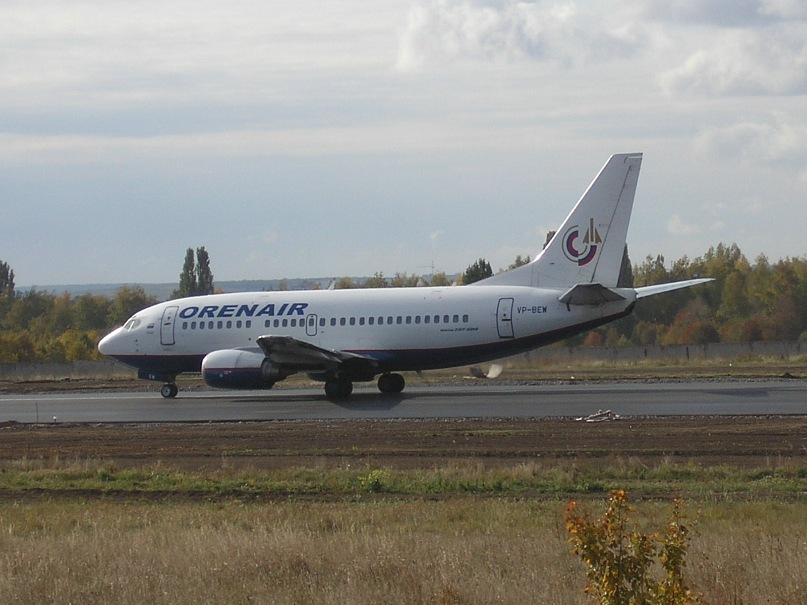
Боїнг 737 Оренбурзьких авіаліній в Бєлгороді
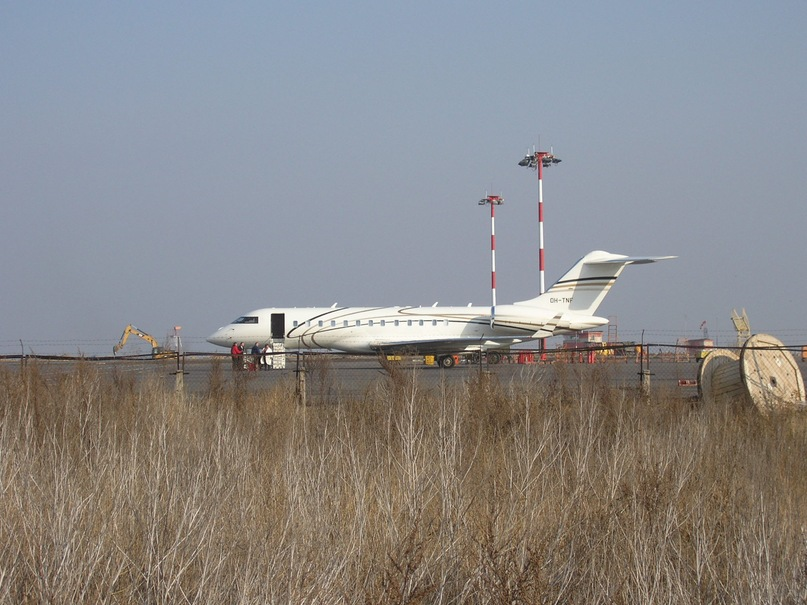
Bombardier BD700 Global Express фінської авіакомпанії в аеропорту Бєлгород
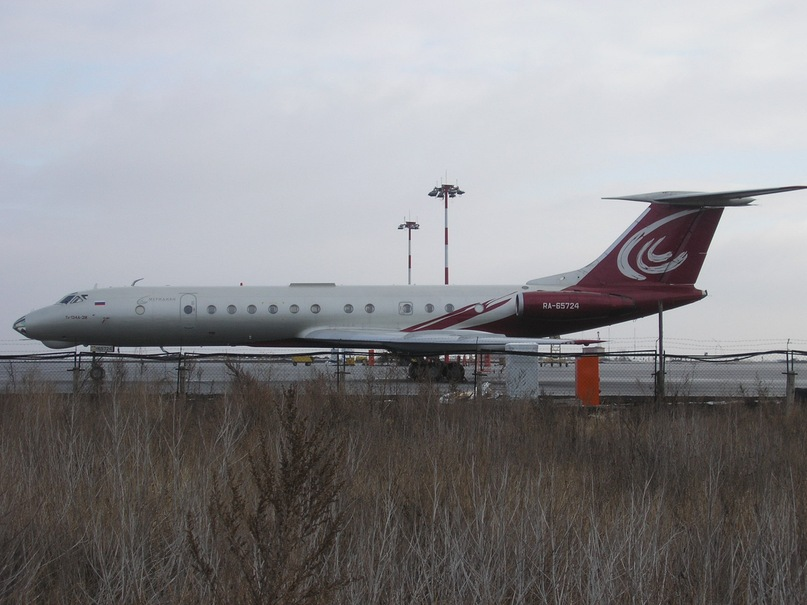
Ту-134 чартерної авіакомпанії Меридіан в Бєлгороді
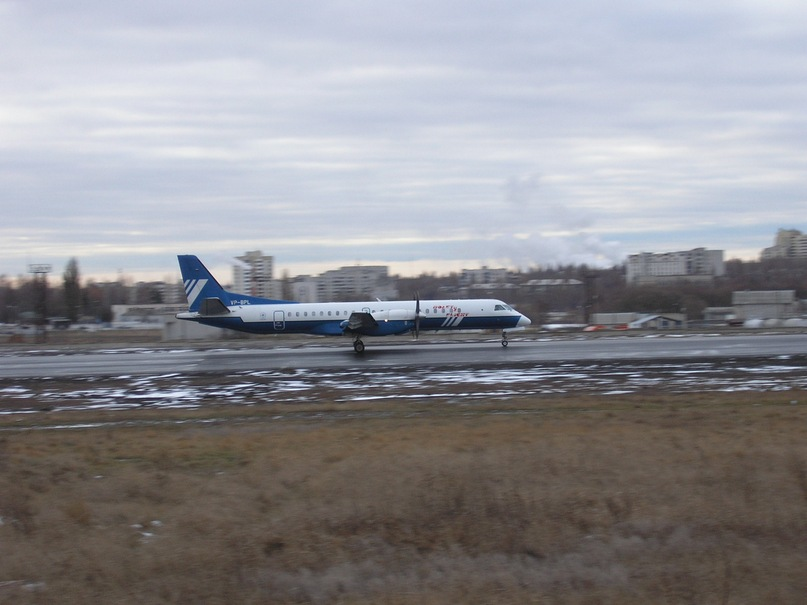
Saab 2000 авіакомпанії Польот у Бєлгороді
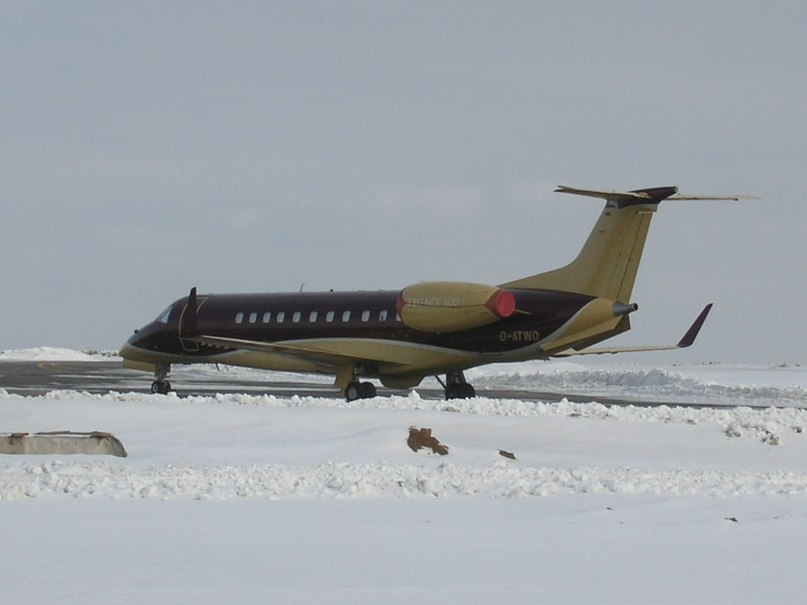
Embraer 135 німецької авіакомпанії  DC Aviation в міжнародному аеропорту Бєлгорода